# Carlo Leoni
Carlo Leoni (Roma, 13 marzo 1955) è un politico italiano.

## Biografia
Dopo una lunga trafila come militante e dirigente del Partito Comunista Italiano e dei Democratici di Sinistra, diventa deputato nel 1996, incarico confermato nel 2001 e nel 2006.
Nella XIV Legislatura è stato capogruppo dei DS nella Commissione Affari Istituzionali della Camera e membro della Commissione parlamentare antimafia.
Il 4 maggio 2006 è stato eletto vicepresidente della Camera dei deputati.
A seguito del IV Congresso dei DS che ha sancito la nascita del Partito Democratico, Leoni ha lasciato il partito e ha aderito a Sinistra Democratica. Termina il proprio mandato parlamentare nel 2008. Dal 2009 fa parte di Sinistra Ecologia Libertà e ne è membro della Presidenza nazionale, fino allo scioglimento del partito avvenuto nel 2016.